# Контейнеровоз OOCL G-класу

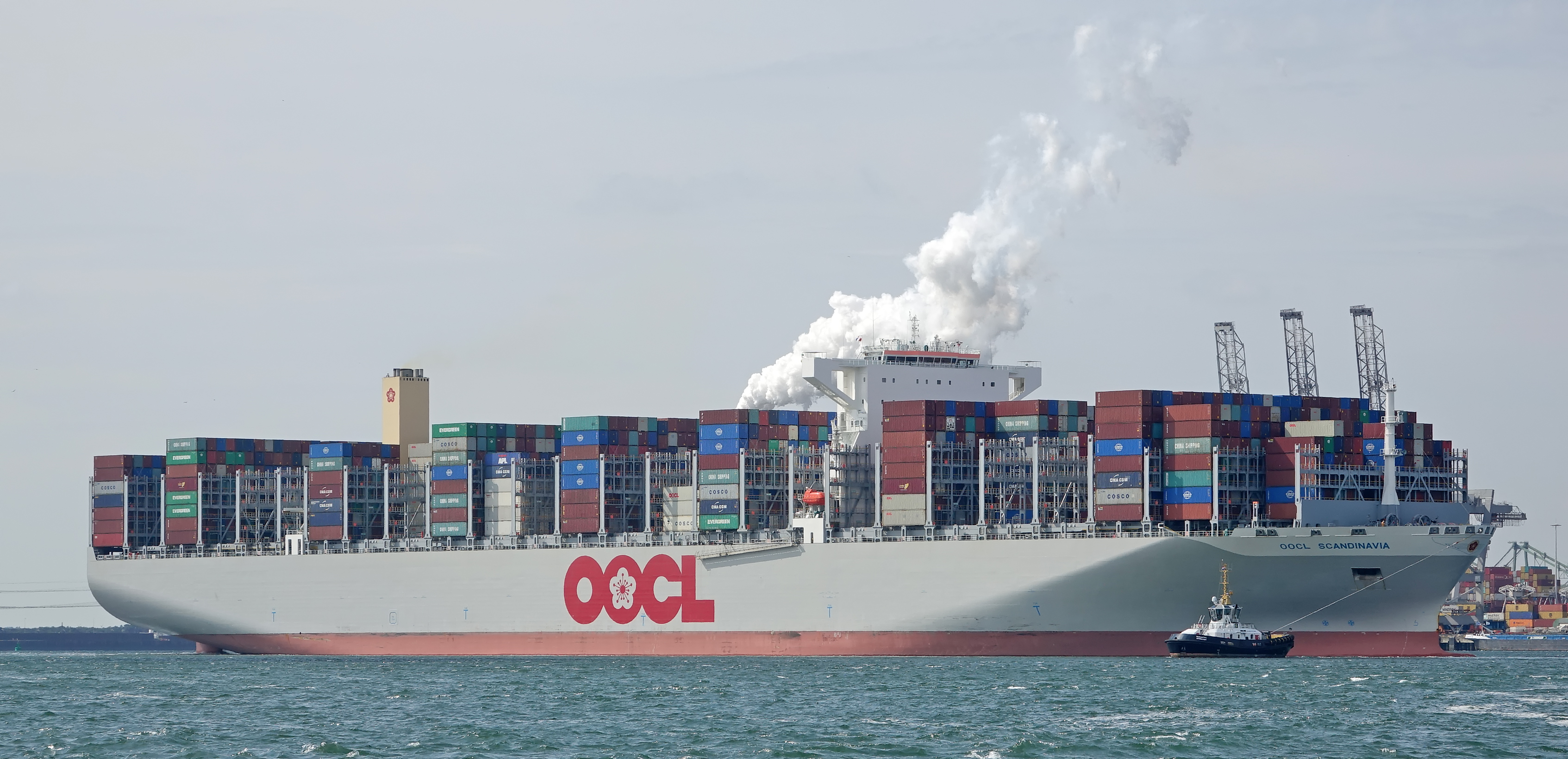
OOCL Scandinavia в порту Роттердама.

Клас G — серія контейнеровозів, побудованих для компанії OOCL. З максимальною теоретичною місткістю 21 413 TEU були найбільшими контейнеровозами у світі, на час свого будівництва, і першими кораблями місткістю понад 21 000 TEU. Звання найбільших контейнеровозів вони взяли у Madrid Maersk (20 568 TEU). Відтоді їх перевершили інші судна, такі як класу Gülsün (23 756 TEU) і AlgecirasAlgeciras (23 964 TEU).
Судна мають 24 контейнерних відсіки. Контейнери можуть розміщуватися шириною 23 на палубі та 21 шириною під палубою.

## Історія
У квітні 2015 року Samsung Heavy Industries оголосила, що отримала замовлення від OOCL на будівництво шести контейнеровозів місткістю 21 100 TEU загальною вартістю 950 мільйонів доларів США. Перше судно, OOCL Hong Kong, було охрещено 12 травня 2017 року
18 жовтня 2017 року OOCL Japan зазнав механічної несправності під час перетину Суецького каналу, в результаті чого судно сіло на мілину. Його швидко витягли буксири, і далі воно змогло продовжити своє перше плавання до Європи.
Те ж саме повторилося менше ніж через рік. 6 червня 2018 року OOCL Japan знову зазнав збою кермового керування під час перебування в Суецькому каналі. Цього разу воно наїхало на насип, пошкодивши дорогу.

## Список кораблів
| Корабель            | Номер двору | номер IMO | Доставка            | Статус         | посилання |
| ------------------- | ----------- | --------- | ------------------- | -------------- | --------- |
| OOCL Hong Kong      | 2172        | 9776171   | 18 травня 2017 р    | Експлуатується |           |
| OOCL Germany        | 2173        | 9776183   | 24 серпня 2017 р    | Експлуатується |           |
| OOCL Japan          | 2174        | 9776195   | 11 вересня 2017 р   | Експлуатується |           |
| OOCL United Kingdom | 2175        | 9776200   | 29 вересня 2017 р   | Експлуатується |           |
| OOCL Scandinavia    | 2176        | 9776212   | 28 листопада 2017 р | Експлуатується |           |
| OOCL Indonesia      | 2177        | 9776224   | 18 січня 2018 р     | Експлуатується |           |

## Дивись також
- Контейнеровоз OOCL М-класу